# 冕寧凌家大墳
冕寧凌家大墳位於四川省涼山州冕寧縣，文物年代判定為1918年。2012年7月16日公佈為四川省文物保護單位。淩家大墳位於四川省涼山彝族自治州冕寧縣後山鄉富強村，坐東向西，由碑和家組成，六柱五間，石質仿木結構，六級重簷歇山式石質仿木結構。高4.1米、寬7.3米、長8米。淩家大墳主碑前有龍抱柱l對，內層柱聯2對，門前獅子、貌躲各1對，坊上有浮雕花鳥、十二生肖、人物博古45幅，斗方書法10幅，槌聯3對，橫額10幅，人物戲劇場面55幅，共131幅圖案，其中草、隸、篆字體齊全。以隸書為最佳，碑刻內容豐富，技藝精湛，宏偉壯觀。1988年，淩家大墳被冕寧縣人民政府公佈為縣級文物保護單位。。